# Carbonera (île)
Pour les articles homonymes, voir Carbonera (homonymie).
Carbonera est une île de la lagune de Venise, en Italie, située au nord-ouest de l'île de Murano. D'une superficie de 5 867 m2, elle a été au cours de son histoire utilisée principalement à des fins militaires : c'est l'une des huit forteresses constituant le système de défense de la lagune de Venise construit à l'époque de la république de Venise.